# Вилхелм I фон Орламюнде
Вилхелм I фон Орламюнде (на немски: Wilhelm I, Graf von Orlamunde; Wilhelm von Weimar-Orlamünde-Lauenstein; * пр. 1395; † между 15 октомври 1450 и 3 март 1460) е граф на Орламюнде, господар на Лауенщайн (в Лудвигсщат в Бавария) и Шаунфорст (в Улщет-Кирххазел в Залфелд-Рудолщат в Тюрингия).
Той е най-големият син на граф Ото VII фон Орламюнде-Лауенщайн († 1403) и съпругата му Луитгард фон Гера († 1399/1415), дъщеря на фогт Хайнрих V фон Гера († 1377) и Мехтилд фон Кефернбург († 1375/1376). Внук е на граф Фридрих II фон Орламюнде-Лауенщайн († 1368) и София фон Шварцбург-Бланкенбург († 1392), дъщеря на германския крал Гюнтер XXI фон Шварцбург-Бланкенбург († 1349).
През 1414 г. наследството се поделя. Брат е на Зигизмунд фон Орламюнде († 1447), господар на Лихтенберг и Магдала, Ото VIII фон Орламюнде († 1460), господар на Грефентал и Лихтентане, Елизабет фон Орламюнде († 1449), омъжена за граф Хайнрих XXIII фон Шварцбург († 1410), Хелена фон Орламюнде († сл. 1455), абатиса на „Св. Клара“ в Хоф (1425 – 1455), и на Анна фон Орламюнде († сл. 1455), монахиня в „Св. Клара“ в Хоф (1437 – 1455).
Граф Вилхелм I фон Орламюнде получава на 14 март 1427 г. финансово задължения замък Лауенщайн от маркграф Фридрих I фон Бранденбург от род Хоенцолерн. Между 1427 и 1429 г. има конфликти с граф Гюнтер II фон Шварцбург, който с 100 души иска да превземе замък Лауенщайн. Граф Вилхелм I фон Орламюнде внимава и нарежда да се подпали селската сграда, където противниците са на квартира, убива пет нападатели и другите побягват. През 1430 г. граф Вилхелм I фон Орламюнде продава замъка Лауенщайн на графовете Ернст фон Глайхен и Лудвиг фон Глайхен, господари на Бланкенхайн. Неговият господар Фридрих I фон Хоенцолерн, приема продажбата на 2 май 1430 г.

## Фамилия
Вилхелм I фон Орламюнде се жени пр. 14 март 1427 г. за Катарина фон Бланкенхайн († ок. 1411/1427), вдовица на граф Хайнрих VII фон Глайхен-Хаймбург († 1415), дъщеря на Лудвиг фон Бланкенхайн и Танроде († сл. 1411) и Анна фон Шьонбург-Кримихау († сл. 1370). Те имат два сина:
- Фридрих VI фон Орламюнде († сл. 2 октомври 1486), граф, женен за Лукардис фон Ройс-Плауен, дъщеря на Хайнрих VII Ройс фон Плауен († 1426) и Ермгарт/Ирмгард фон Кирхберг († 1462)
- Вилхелм фон Орламюнде († сл. 1441, погребан в Бамберг), каноник в Кьолн и Страсбург (1440 – 1442)